# Bulbophyllum oreogenum
Bulbophyllum oreogenum är en orkidéart som beskrevs av Rudolf Schlechter. Bulbophyllum oreogenum ingår i släktet Bulbophyllum och familjen orkidéer. Inga underarter finns listade i Catalogue of Life.